# Anthurium mindense
Anthurium mindense är en kallaväxtart som beskrevs av Luis Aloysius, Luigi Sodiro. Anthurium mindense ingår i släktet Anthurium och familjen kallaväxter. Inga underarter finns listade.